# Bukový prales Uholka-Shyrokyi Luh
Bukový prales Uholka-Shyrokyi Luh se nachází v Zakarpatské oblasti (Ukrajina) patřící do Karpatské biosférické rezervace. Jedná se o největší původní bukový prales na světě s rozlohou 8800 ha. Již od roku 1920 byly některé části tohoto lesa chráněny. V roce 1992 byl bukový prales Uholka-Shyrokyi Luh zapsán do světového seznamu přírodního bohatství UNESCO. Později v letech 2007 a 2011 byly do soustavy Původní bukové lesy Karpat a dalších oblastí Evropy, která patří na seznam světového přírodního bohatství UNESCO, zahrnuty i další původní a staré bukové lesy Evropy.
Uholka-Shyrokyi Luh, jako bukový prales, je velmi důležitou oblastí pro výzkum. V Male Uholce došlo v roce 2001 k vytyčení trvalé výzkumné plochy o velikosti 10 ha (200 × 500 m), jako součást švýcarsko-ukrajinského výzkumného projektu. V roce 2010 proběhla inventarizace bukového pralesa. Příští inventarizace je plánována na rok 2019. Za cíl si klade naměření jakýchkoliv změn.

## Výsledky inventarizace lesa z roku 2010
Inventarizace lesa byla provedena na rozloze 10 300 ha, z toho 8 800 ha je bukový prales. Zbytek lesa je považován za přírodní les. Během terénního výzkumu bylo prozkoumáno 314 ploch, každá plocha o velikosti 500 m2. V rámci každé plochy byly změřeny všechny stromy o průměru v prsní výšce (DBH) větší než 6 cm. 97% stromů z celkového počtu 6 776 byl buk lesní (Fagus sylvatica L.). Nejstarší bukové stromy byly staré téměř 500 let. Největším stromem byl jilm horský (Umlus glabra Huds.) s DBH 150 cm, zatímco největší buk měl DBH 140 cm. 10 buků na hektar mělo DBH alespoň 80 cm. Počet živých stromů tvoří 435 stromů na hektar s kruhovou základnou 36,6 m2/ha a objemem 582 m3/ha. Kromě toho objem stojícího a ležícího mrtvého dřeva byl 163 m3/ha. Vertikální struktura lesa je převážně tvořena třemi stromovými patry. Většina porostních mezer v zápoji nebyla větší než koruna dominantního stromu.

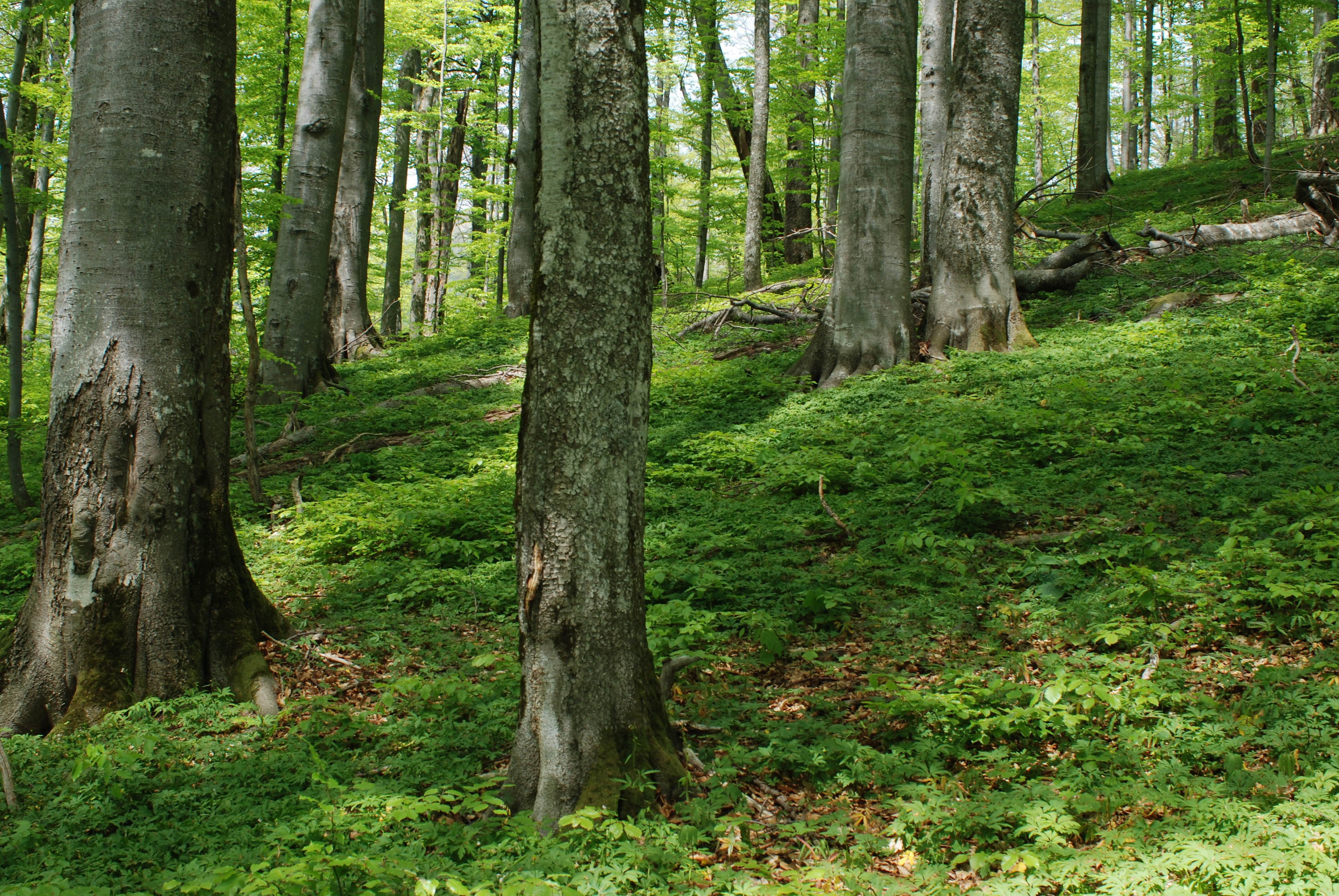
Původní bukový prales (Shyrokyi Luh)
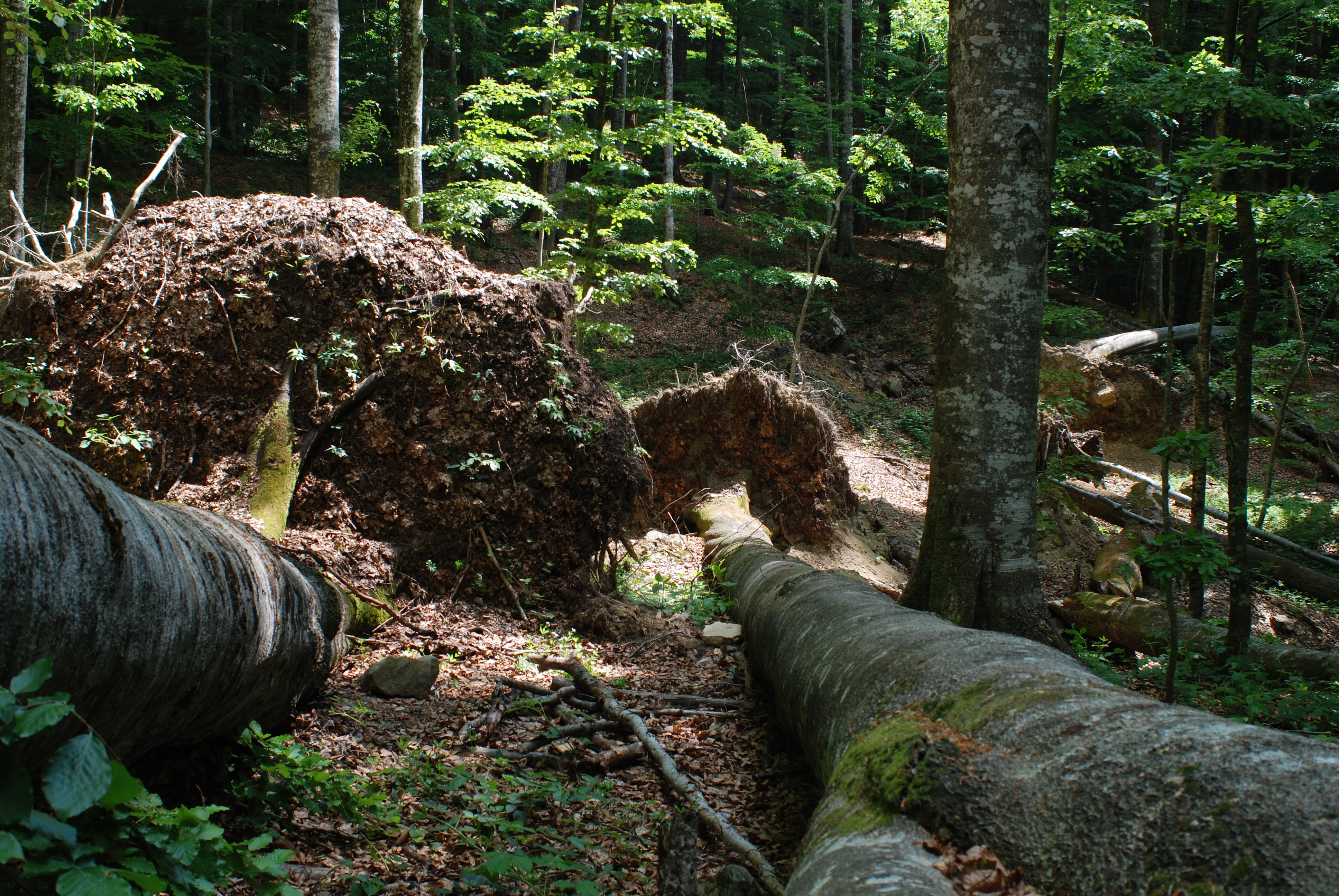
Vichřice (Shyrokyi Luh)
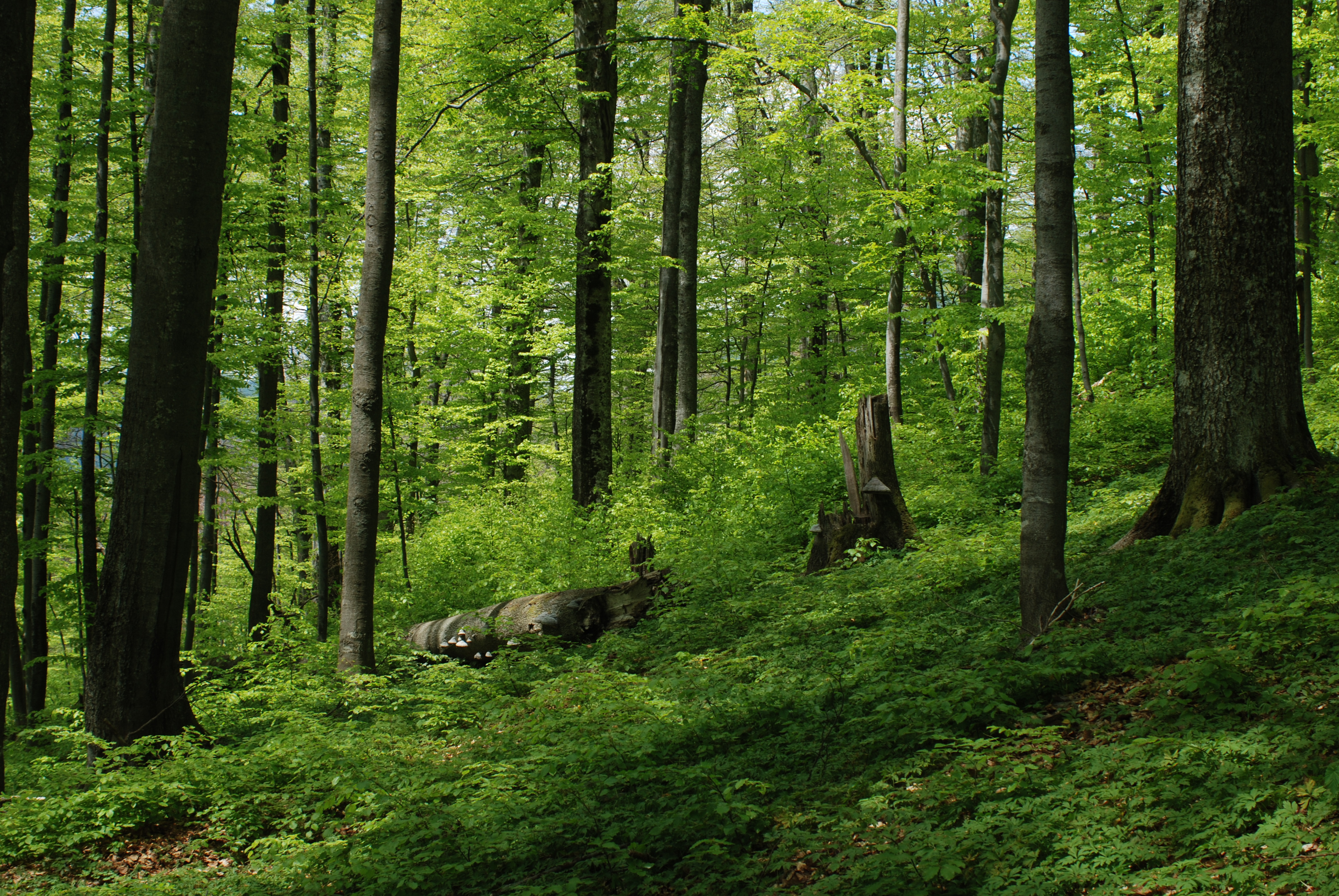
Zmlazení lesa (Shyrokyi Luh)
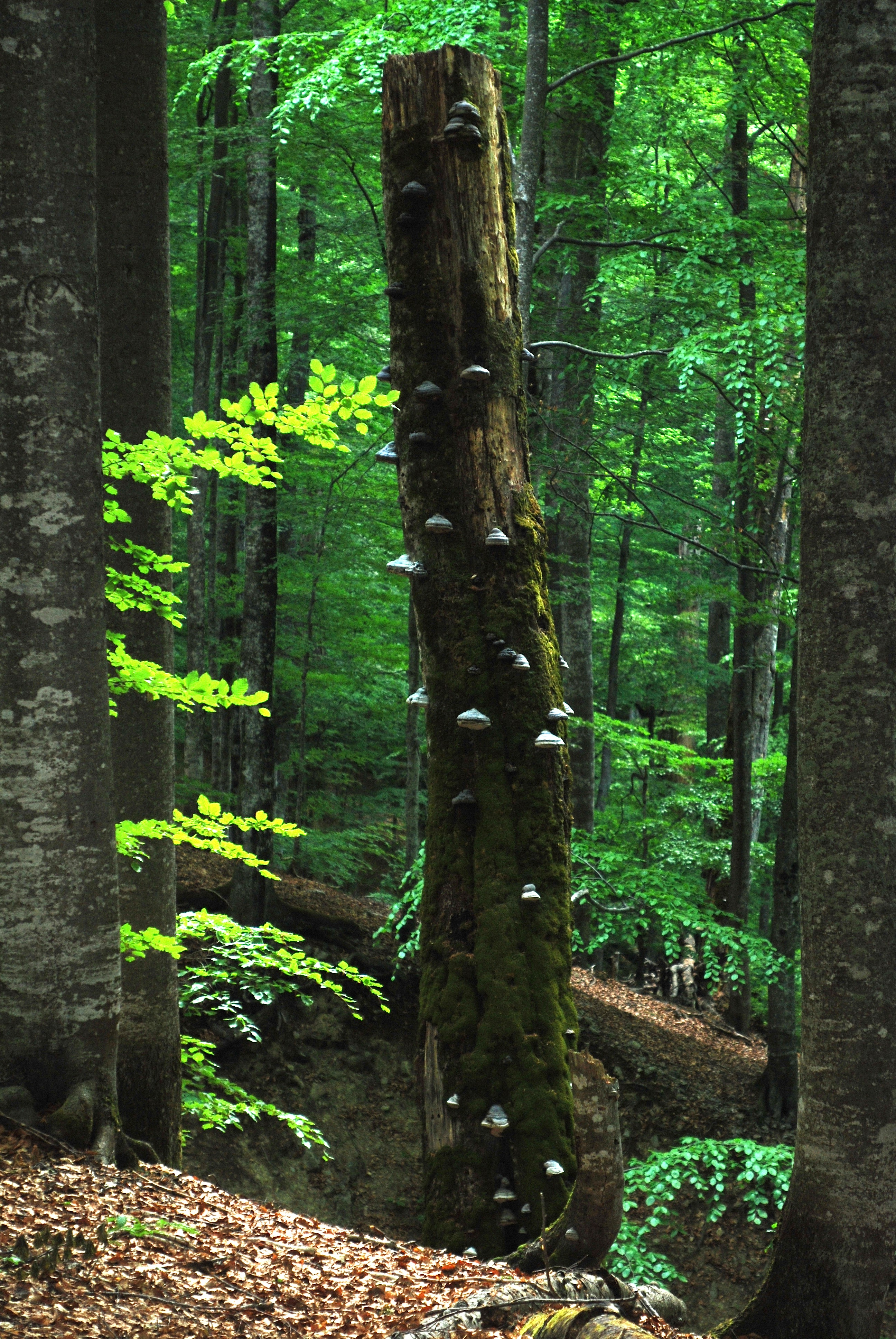
Stojící mrtvé dřevo (Shyrokyi Luh)
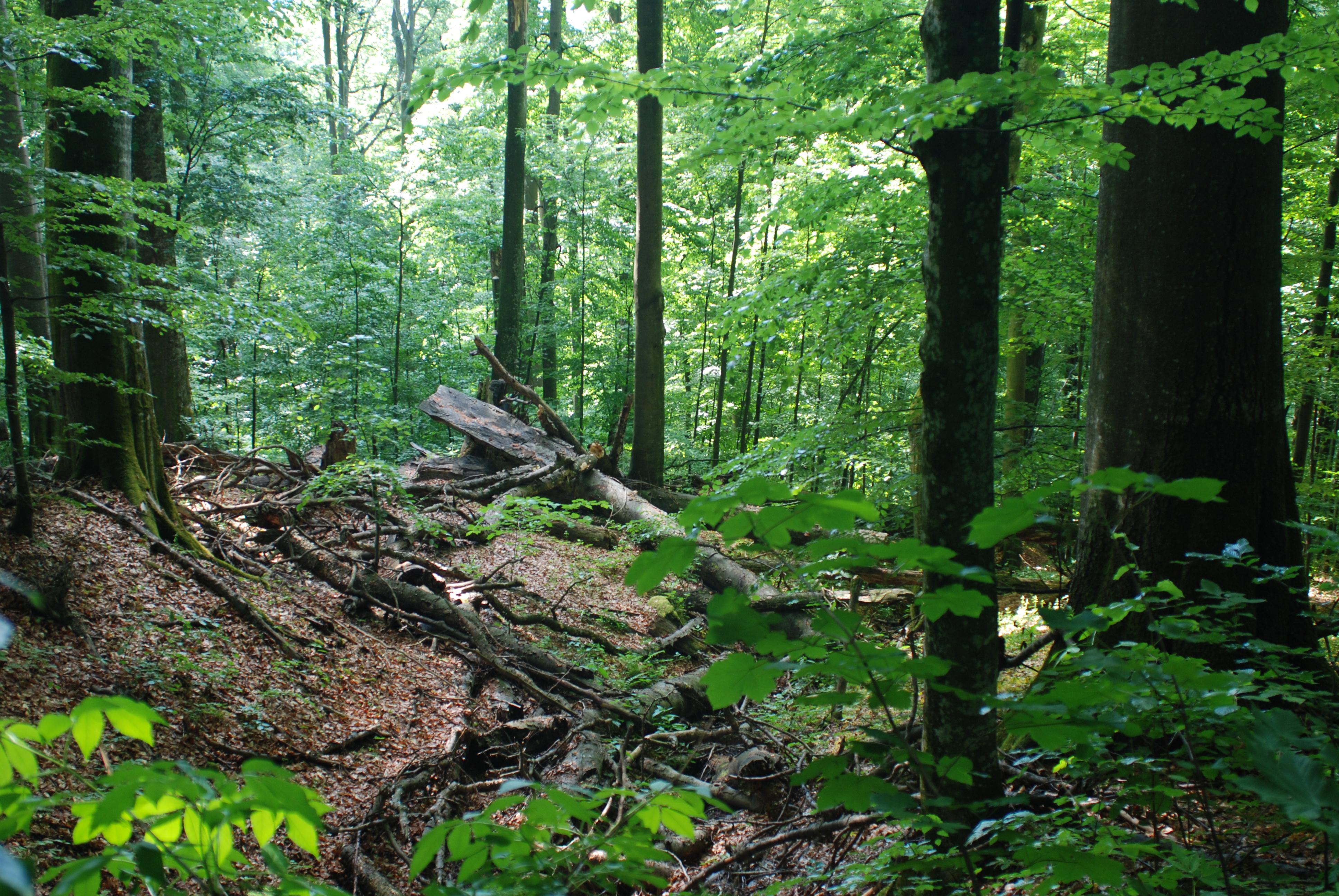
Výzkumná plocha (Mala Uholka)
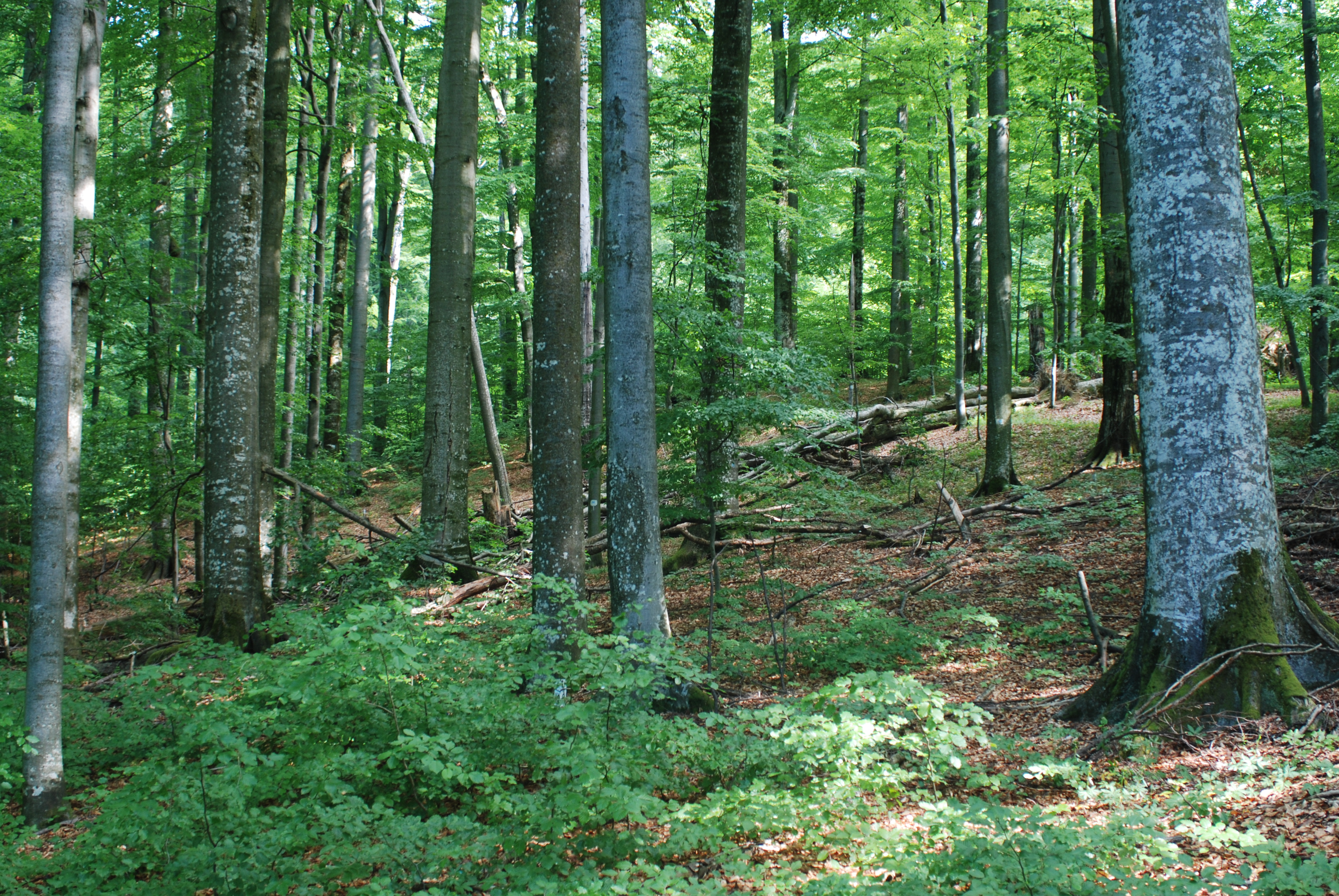
Výzkumná plocha (Mala Uholka)

## Ekoturistika
Pro návštěvníky bukového lesa Uholka-Shyrokyi Luh byly vytvořeny dvě ekologické turistické stezky:
1. Přes bukový les Mala Uholka (turistická trasa Mala Uholka): Tato trasa vede návštěvníky do Druzhba (česky Přátelství), nejdelší krasové jeskyně v ukrajinských Karpatech, a ke Karstovyi Mist (česky Kamenný most), vápencového útvaru ve formě oblouku.
2. Přes bukový les Velyka Uholka (turistická trasa Velyka Uholka): Tato trasa vede návštěvníky do Molochnyi Kamin (česky Mléčný kámen), krasová jeskyně, kde ve starší době kamenné žili lovci medvědů.